# Associazione elettrotecnica italiana
L'Associazione elettrotecnica italiana (AEI) fu fondata nel 1897 con lo scopo di associare il mondo scientifico italiano che si occupava di applicazioni elettriche: la pubblicazione degli Atti avrebbe rappresentato la sede opportuna per la divulgazione degli studi del fecondo settore elettrico.

## Storia
Nel 1910 assume la forma di ente morale e come si legge nell'articolo 2 dello statuto, l'Associazione ha lo scopo «di incoraggiare e divulgare in Italia lo studio dell'elettrotecnica e di contribuire al suo sviluppo; di stabilire e mantenere fra gli elettrotecnici italiani relazioni amichevoli e continue; di facilitare loro la conoscenza dei lavori di ogni genere, invenzioni, scoperte, esperienze che si facessero anche all'estero». L'attività dell'Associazione si sviluppa attraverso le  riunioni annuali (nelle varie città italiane), nella pubblicazione dei lavori negli Atti, nel networking delle analoghe associazioni europee e mondiali.
Le memorie delle riunioni dell'AEI furono il frutto dell'attività scientifica  delle più importanti personalità del settore, il primo presidente fu Galileo Ferraris (scomparso pochi mesi dopo la sua elezione).
Nel 1907 vede la luce la rubrica "Résumé des communications contenues dans la presente livraison", sommario in francese dei principali lavori pubblicati "destinato a rendere più facile agli stranieri di tener dietro al movimento della letteratura tecnica nostrana". Nel 1911, oramai periodico mensile, offre ai propri lettori le recensioni dei più importanti lavori pubblicati sulla stampa tecnica sia nazionale sia estera nella rubrica "Rivista dei giornali e dei periodici".
La rivista pubblica inoltre numerosi rendiconti di congressi: il I Congresso nazionale degli elettricisti (dicembre 1899); il Congresso internazionale di elettricità in Parigi (settembre 1900); il Congresso internazionale di elettricità di Saint Louis (novembre 1905); il Congresso internazionale delle applicazioni elettriche in Torino (settembre 1911).
Alla fine del 1913 si decide di sostituire gli Atti con una rivista di settore dalla periodicità più serrata, che sfocerà nella pubblicazione, nel 1914, del periodico L'Elettrotecnica. Giornale e atti dell'A.E.I..